# ناثانيل هنري هوتون
ناثانيل هنري هوتون (بالإنجليزية: Nathaniel Henry Hutton)‏ هو مهندس معماري ومهندس أمريكي، ولد في 18 نوفمبر 1833، وتوفي في 8 مايو 1907.